# Фішинген (Баден-Вюртемберг)
Фішинген (нім. Fischingen) — громада в Німеччині, знаходиться в землі Баден-Вюртемберг. Підпорядковується адміністративному округу Фрайбург. Входить до складу району Леррах.
Площа — 1,89 км2. Населення становить 775 ос. (станом на 31 грудня 2020).